# Francisco de Almeida (político)
Francisco de Almeida (Penha, 9 de setembro de 1890 – 13 de dezembro de 1971) foi um político brasileiro.

## Vida
Filho de Antônio Queiroz de Almeida e de Júlia Vieira de Almeida.

## Carreira
Filiado ao Partido Liberal Catarinense, foi deputado estadual na 1ª legislatura (1935 — 1937).
Foi prefeito de Itajaí, nomeado por Nereu Ramos, de 16 de janeiro de 1939 a 24 de março de 1945.